# Дигитли
Дигитли — село в Мамадышском районе Татарстана. Входит в состав Якинского сельского поселения.

## География
Находится в центральной части Татарстана на расстоянии приблизительно 24 км на юго-запад по прямой от районного центра города Мамадыш у речки Дигитлинка.

## История
Основано в XVIII веке, предположительно выходцами из города Балахна, до 1764 года принадлежало Казанскому Архиерейском у дому. В 1875 году была построена Вознесенская церковь.

## Население
Постоянных жителей было: в 1763 году — 40, в 1782—107 душ мужского пола, в 1859—877, в 1897—1225, в 1908—1264, в 1920—1154, в 1926—1035, в 1938—522, в 1949—310, в 1958—294, в 1970—256, в 1979 и 1989—175, в 2002 году 202 (русские 58 %, татары 38 %), в 2010 году 275.